# Tettigonia aequalis
Tettigonia aequalis är en insektsart som beskrevs av Victor Antoine Signoret 1854. Tettigonia aequalis ingår i släktet Tettigonia och familjen dvärgstritar. Inga underarter finns listade i Catalogue of Life.